# Jasperskapelke
Het Jasperskapelke is een kapel in Illikhoven in de Nederlands Midden-Limburgse gemeente Echt-Susteren. De kapel staat aan de Illikhovenerstraat alwaar de veldweg Tabeckersweg hierop uitkomt. Op ongeveer 50 meter naar het oosten gaat de brug Illikhoven over het Julianakanaal.
De kapel is gewijd aan het kruis.

## Geschiedenis
In 1840 sloeg er een paard op hol waardoor er een ruiter omkwam. Om deze gebeurtenis te gedenken richtte de familie Jaspers ter plaatse een memoriekruis op.
Rond 1850 zorgde de rivier de Maas voor een overstroming en werd het kruis weggespoeld. Om het kruis te beschermen dat dit niet nog een keer kon gebeuren bouwde men een kapel. Met regelmaat werden er bidtochten naar de kapel georganiseerd voor buurtbewoners die ernstig ziek waren.
In de jaren 1970 werd het corpus uit de kapel gestolen en werd er een vervaging geplaatst.

## Bouwwerk
De wit geschilderde kapel heeft aan de achterzijde afgeronde hoeken en wordt gedekt door een zwart geschilderd cementstenen zadeldak. De achtergevel en frontgevel zijn een puntgevel, waarbij de frontgevel bekroond wordt met een smeedijzeren kruis. In de frontgevel is ter hoogte van het dak een fronton aangebracht. In de frontgevel bevindt zich de gebogen toegang tot de kapel die wordt afgesloten met een smeedijzeren hek.
Van binnen is de kapel wit gepleisterd en de kapel heeft geen altaar. Tegen de achterwand is een groot houten wegkruis geplaatst dat op de vloer rust en tot aan het gewelf reikt. Het wegkruis heeft een houten afdekking die rust op de staande balk en de uiteinden van de horizontale balk. In de horizontale dwarsbalk heeft men het jaartal 1840 gegraveerd. Op het kruis is een gipsen corpus aangebracht en erboven is een bordje geplaatst met de tekst INRI. Rond het corpus en het bordje is een zaagtand-gekartelde houten krans geplaatst in de vorm van een hart, een rozenhart om met bijzondere dagen bloemen aan op te hangen.